# العلاقات الأسترالية الغينية
العلاقات الأسترالية الغينية هي العلاقات الثنائية التي تجمع بين أستراليا وغينيا.

## مقارنة بين البلدين
هذه مقارنة عامة ومرجعية للدولتين:
| وجه المقارنة                                              | أستراليا                                   | غينيا       |
| --------------------------------------------------------- | ------------------------------------------ | ----------- |
| المساحة (كم2)                                             | 7.69 مليون                                 | 245.86 ألف  |
| عدد السكان (نسمة)                                         | 24.51 مليون                                | 12.72 مليون |
| الكثافة السكانية (ن./كم²)                                 | 3.19                                       | 51.74       |
| العاصمة                                                   | كانبرا، ملبورن                             | كوناكري     |
| اللغة الرسمية                                             | لغة إنجليزية                               | لغة فرنسية  |
| العملة                                                    | دولار أسترالي، جنيه إسترليني، جنيه أسترالي | فرنك غيني   |
| الناتج المحلي الإجمالي (بليون دولار)                      | 1.32 تريليون                               | 10.50 مليار |
| الناتج المحلي الإجمالي (تعادل القوة الشرائية) بليون دولار | 1.10 تريليون                               | 15.24 مليار |
| الناتج المحلي الإجمالي الاسمي للفرد دولار أمريكي          | 56.31 ألف                                  | 531         |
| الناتج المحلي الإجمالي للفرد دولار أمريكي                 | 45.92 ألف                                  | 1.22 ألف    |
| مؤشر التنمية البشرية                                      | 0.939                                      | 0.411       |
| رمز المكالمات الدولي                                      | +61                                        | +224        |
| رمز الإنترنت                                              | .au                                        | .gn         |
| المنطقة الزمنية                                           |                                            | 00          |

## منظمات دولية مشتركة
يشترك البلدان في عضوية مجموعة من المنظمات الدولية، منها:
| علم المنظمة | اسم المنظمة                               | تاريخ انضمام أستراليا | تاريخ انضمام غينيا |
| ----------- | ----------------------------------------- | --------------------- | ------------------ |
|             | يونسكو                                    | 4 نوفمبر 1946         | 2 فبراير 1960      |
|             | الفريق المعني برصد الأرض                  | ?                     | ?                  |
|             | مؤسسة التمويل الدولية                     | 20 يوليو 1956         | 22 أكتوبر 1982     |
|             | المركز الدولي لتسوية المنازعات الاستشارية | 1 يونيو 1991          | 4 ديسمبر 1968      |
|             | منظمة حظر الأسلحة الكيميائية              | ?                     | ?                  |
|             | مؤسسة التنمية الدولية                     | 24 سبتمبر 1960        | 26 سبتمبر 1969     |
|             | منظمة التجارة العالمية                    | ?                     | 25 أكتوبر 1995     |
|             | وكالة ضمان الاستثمار متعدد الأطراف        | 10 فبراير 1999        | 5 أكتوبر 1995      |
|             | الاتحاد البريدي العالمي                   | ?                     | ?                  |
|             | منظمة الشرطة الجنائية الدولية             | ?                     | ?                  |
|             | الأمم المتحدة                             | 1 نوفمبر 1945         | 12 ديسمبر 1958     |
|             | البنك الدولي للإنشاء والتعمير             | 5 أغسطس 1947          | 28 سبتمبر 1963     |

## وصلات خارجية
- موقع وزارة الخارجية الأسترالية